# محمد بن خالد آل نهيان
الشيخ محمد بن خالد بن سلطان بن زايد بن خليفة بن شخبوط بن ذياب بن عيسى آل نهيان (1942-16 فبراير 1997م) شخصية إماراتية، ينتمي إلى آل نهيان الأسرة الحاكمة في إمارة أبوظبي، فالشيخ زايد بن سلطان آل نهيان عمه شقيق والده: خالد بن سلطان آل نهيان.
تولى منصب ممثل الحاكم في جبل الظنة في أوائل الستينيات، ونائب رئيس  الدائرة المالية عام 1966م وعضو بمجلس التخطيط عام 1968م، ورئيسا لدائرة الجمارك والموانئ عام 1969م، ووزيرا للمواصلات والتي تشمل دائرة الموانئ ودائرة البريد ودائرة الطيران المدني عام 1971م ، ثم رئيسا لدائرة التنظيم والإدارة، ورئيسا لمجلس الخدمة الوطنية.  

شجرة العائلة

## أبناؤه
- خليفة بن محمد بن خالد  بن سلطان آل نهيان.
- سلطان بن محمد بن خالد بن سلطان آل نهيان.
- حمدان بن محمد بن خالد بن سلطان آل نهيان.
- عبدالله بن محمد بن خالد بن سلطان آل نهيان
- شما بنت محمد بن خالد بن سلطان آل نهيان.
- روضة بنت محمد بن خالد بن سلطان آل نهيان.
- مريم بنت محمد بن خالد بن سلطان آل نهيان.
- سلامة بنت محمد بن خالد بن سلطان آل نهيان.
- موزة بنت محمد بن خالد بن سلطان آل نهيان.
- شيخة بنت محمد بن خالد بن سلطان آل نهيان.
- ميثاء بنت محمد بن خالد بن سلطان آل نهيان.

## أعماله وإنجازاته
كان ممثلا للحاكم في جبل الظنة في أوائل الستينيات، ونائب رئيس  الدائرة المالية عام 1966م  
وعضو بمجلس التخطيط عام 1968م، ورئيسا لدائرة الجمارك والموانئ  عام 1969م، 
ووزيرا للمواصلات والتي تشمل دائرة الموانئ ودائرة البريد ودائرة الطيران المدني 
عام 1971م، ثم رئيسا لدائرة التنظيم والإدارة، ورئيسا لمجلس الخدمة الوطنية.

## معرض صور

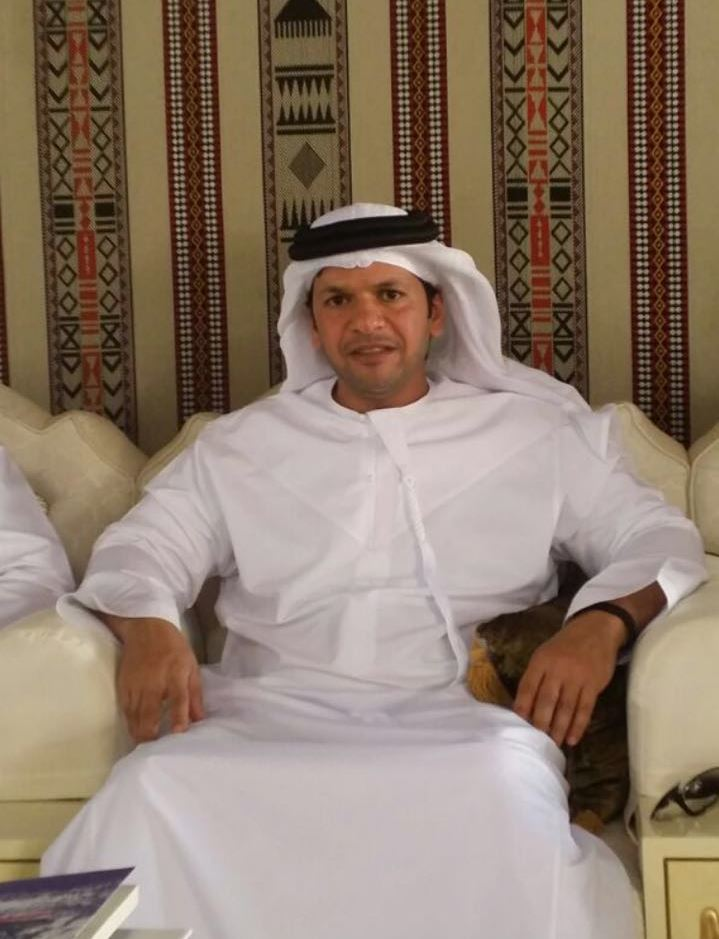
نجله الشيخ حمدان بن محمد بن خالد آل نهيان عام 2016.

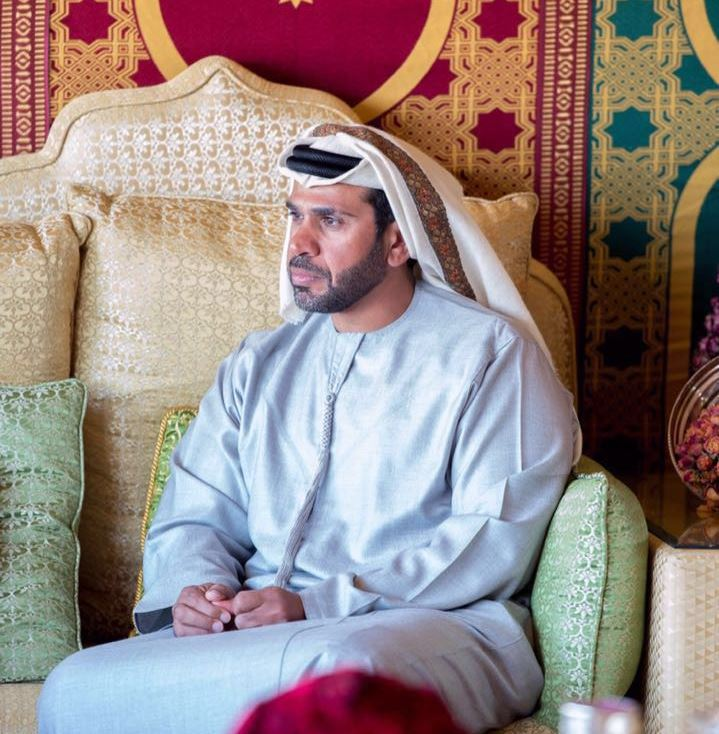
نجله الشيخ سلطان بن محمد بن خالد آل نهيان عام 2016.

شجرة عائلة آل نهيان